# Listed
Listed o Listed Race, sono una categoria di gare di corse al galoppo. Le Listed Race sono gare di grande rilievo, che in ordine di importanza sono subito dietro alle corse di gruppo, che sono le gare di massimo livello. 
Vi partecipano i cavalli che hanno ottenuto vittorie e buoni piazzamenti in categorie inferiori, o che comunque hanno dimostrato con le ultime prestazioni di poter essere di un livello superiore ad altri soggetti.
Le corse Listed, come le corse di gruppo, sono utili a selezionare gli esemplari migliori. Infatti i cavalli vincitori o piazzati ai primi posti in queste categorie, saranno quelli che verranno avviati all'attività di riproduzione come fattrici o stalloni, nella speranza di generare puledri di qualità e futuri campioni.